# 愛の始発
「愛の始発」（あいのしはつ）は、1976年2月1日に発売された五木ひろしのシングル。

## 解説
- 猪俣公章の作曲による第三弾で、オリコン最高位10位、登場週数21週、25万枚を超える売上げを記録。
- この曲で、第27回NHK紅白歌合戦の白組のトリを務めた[1]。

## 収録曲
- 両楽曲共に、作詞：山口洋子／作曲：猪俣公章

1. 愛の始発（3分55秒）
編曲：森岡賢一郎
2. 恋は淡雪（3分22秒）
編曲：竜崎孝路